# André Béhotéguy
André Béhotéguy   (Baiona, 19 d'octubre de 1900 - Niça, 17 d'agost de 1960) va ser un jugador de rugbi a 15 d'Iparralde que va competir durant les dècades de 1910 i 1920.
El 1924 va ser seleccionat per jugar amb la selecció de França de rugbi a 15 que va prendre part en els Jocs Olímpics de París, on guanyà la medalla de plata.
Pel que fa a clubs, jugà a l'Aviron Bayonnais entre 1919 i 1924 i a la Union sportive cognaçaise, entre 1924 i 1929.